# 사직서

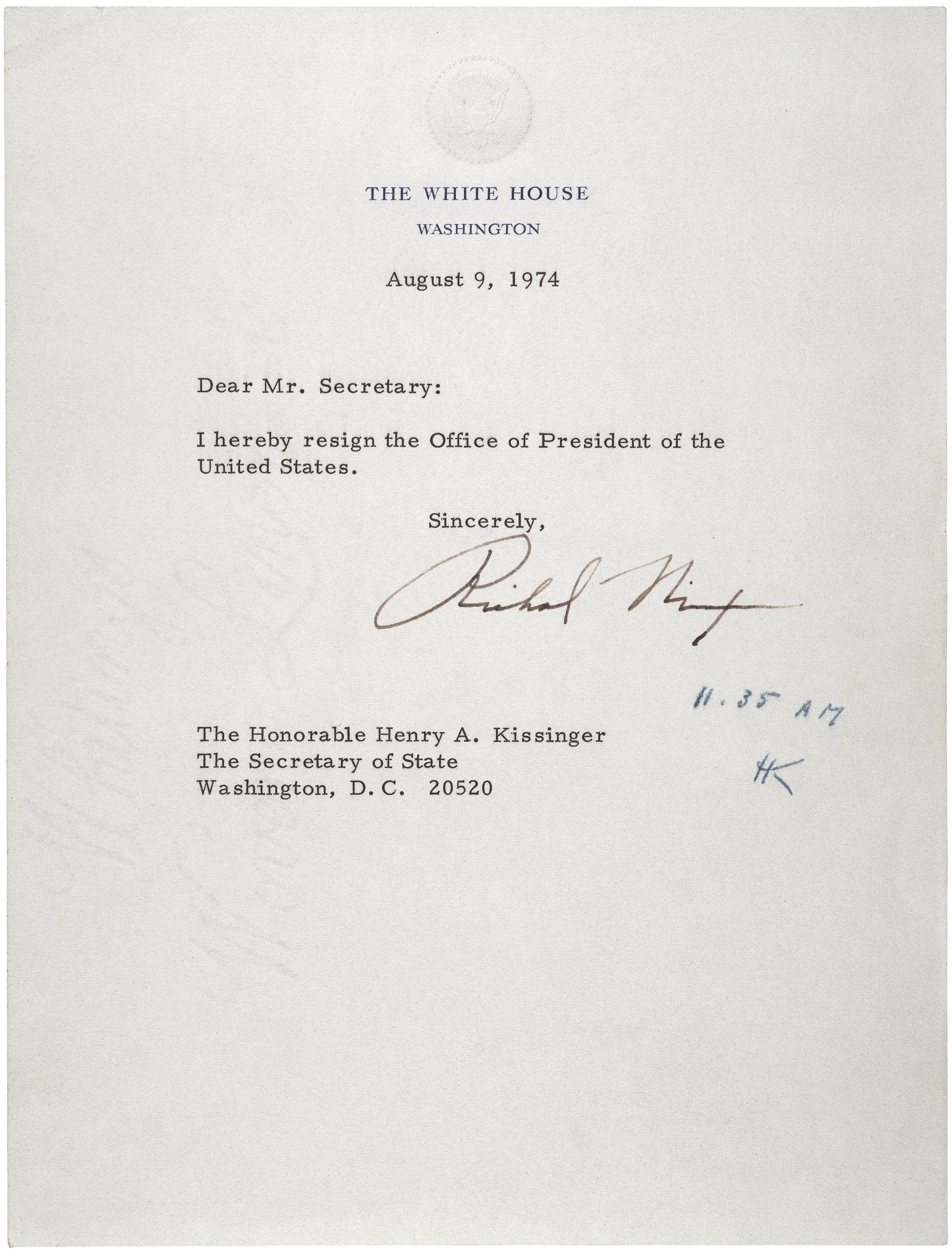
미국의 대통령 리처드 닉슨의 사직서

사직서(辭職書, 영어: letter of resignation)는 관청이나 직장, 위원회 등 자신이 현재 위치한 자리에서 떠나는 것을 선언하는 문서이다. 사직서와 같은 용어로는 사직청원서(辭職請願書), 사표(辭表)가 있다.
사직서는 직위에 따른 적절한 조건을 제시함으로써 임명 또는 고용 관계를 끝내는 것에 합법적인 효력을 발휘하며, 보통은 일방적인 통보 또는 특정 기간에 사전 통보하여 계약이 종료된다. 경우에 따라서는 구두 통지가 효력을 발휘할 수 있으며, 효력을 발휘하는 시점은 명확성을 위해 이메일이나 편지가 전달되는 시점에 따라 변경될 수 있다. 사직서가 제출되면, 종전의 효력일이나 사직서를 철회하는 데 따라 개선되는 조건이나 환경 등의 여러 사항을 의논하여 합의에 이른다.
일반적으로 사직서는 사전에 해당 감독관이나 상사에게 전달되어야만 하며, 일을 끝내는 시점 등의 정보가 포함된다. 통지 기간은 계약에 의해 명시적이며, 임금 체불 기간의 간격에 의해 암시적으로 요구된다. 그럼에도 불구하고 실제로 몇몇 사직은 즉시 효력을 발휘할 수 있다.
관례상으로 사직서는 자신의 고용주에게 그의 밑에서 일할 수 있는 기회를 잡아 기쁘며, 그것으로 인하여 경험을 쌓은 것을 감사하는 형식으로 작성하며, 일을 이행할 수 있는 자신의 후임자를 추천하기도 한다. 고용 계약이나 조건이 제대로 이행되지 않을 때는 자신의 감정을 주장하기 위해 사직서를 적대적으로 작성하며, 사직서가 전달되기 이전이나 이후에 문서에 명시된 조건에 대한 협상이 타결될 수 있다.

## 같이 보기
- 사직